# Jelena Obrazcovová
Jelena Obrazcovová (7. července 1939 v Leningradu, Sovětský svaz – 12. ledna 2015 Lipsko, Německo) byla ruská operní pěvkyně-mezzosopranistka a hudební pedagožka.

## Život
Zpěvu se věnuje od dětství, v dětském pěveckém sboru Paláce pionýrů vystupovala již od 9 let svého věku. Po ukončení základní školy vystudovala zpěv na Leningradské konzervatoři. Během studia se úspěšně zúčastnila několika mezinárodních pěveckých soutěží. Na konci studia již poprvé vystupovala v moskevském Velkém divadle, kde debutovala v Musorgského opeře Boris Godunov. Tím byla odstartována kariéra jedné z nejlepších světových operních pěvkyň 2. poloviny 20. století, která pravidelně vystupovala po celém světě, zpívala v těch nejvěhlasnějších operních domech jako je např. milánská La Scala nebo Newyorská metropolitní opera a další.
V 70. a 80. letech 20. století často navštěvovala také Československo. Několikrát vystoupila na Pražském jaru. V roce 1981 zazpívala sólový part ve Verdiho Requiem v katedrále svatého Víta na Pražském hradě. V ČR naposledy zpívala v roce 2011, kdy na oslavách kulatých narozenin slavného slovenského tenoristy Petera Dvorského zazpívala v areálu jaroměřického zámku árii hraběnky z Pikové dámy.
Později se věnovala především pedagogické práci a organizační ve svém vlastním operním divadle a vystupovala pouze příležitostně.
Zemřela na zástavu srdce ve věku 75 let v Německu, kde se léčila na klinice v Lipsku. Je pochována na Novoděvičím hřbitově v Moskvě.